# Claude Ier de Vergy
 (août 2024).
La mise en forme du texte ne suit pas les recommandations de Wikipédia : il faut le « wikifier ».
Les points d'amélioration suivants sont les cas les plus fréquents. Le détail des points à revoir est peut-être précisé sur la page de discussion.
- Les titres sont pré-formatés par le logiciel. Ils ne sont ni en capitales, ni en gras.
- Le texte ne doit pas être écrit en capitales (les noms de famille non plus), ni en gras, ni en italique, ni en « petit »…
- Le gras n'est utilisé que pour surligner le titre de l'article dans l'introduction, une seule fois.
- L'italique est rarement utilisé : mots en langue étrangère, titres d'œuvres, noms de bateaux, etc.
- Les citations ne sont pas en italique mais en corps de texte normal. Elles sont entourées par des guillemets français : « et ».
- Les listes à puces sont à éviter, des paragraphes rédigés étant largement préférés. Les tableaux sont à réserver à la présentation de données structurées (résultats, etc.).
- Les appels de note de bas de page (petits chiffres en exposant, introduits par l'outil «  Source ») sont à placer entre la fin de phrase et le point final[comme ça].
- Les liens internes (vers d'autres articles de Wikipédia) sont à choisir avec parcimonie. Créez des liens vers des articles approfondissant le sujet. Les termes génériques sans rapport avec le sujet sont à éviter, ainsi que les répétitions de liens vers un même terme.
- Les liens externes sont à placer uniquement dans une section « Liens externes », à la fin de l'article. Ces liens sont à choisir avec parcimonie suivant les règles définies. Si un lien sert de source à l'article, son insertion dans le texte est à faire par les notes de bas de page.
- La présentation des références doit suivre les conventions bibliographiques. Il est recommandé d'utiliser les modèles {{Ouvrage}}, {{Chapitre}}, {{Article}}, {{Lien web}} et/ou {{Bibliographie}}. Le mode d'édition visuel peut mettre en forme automatiquement les références.
- Insérer une infobox (cadre d'informations à droite) n'est pas obligatoire pour parachever la mise en page.

Pour une aide détaillée, merci de consulter Aide:Wikification.
Si vous pensez que ces points ont été résolus, vous pouvez retirer ce bandeau et améliorer la mise en forme d'un autre article.
Claude Ier de Vergy, né en 1485 et mort le 9 (ou 11) janvier 1560, comte de Gruyère, baron de Champlitte est un chef militaire et homme d'État franc-comtois (dit « bourguignon » à l'époque).

## Biographie
Né en 1485, il est le fils de Guillaume IV de Vergy, seigneur de Saint-Dizier, et d'Anne de Rochechouart,. Il hérite donc des titres de baron et Seigneur de Champlitte, Fouvent, Morey, La Rochelle, Montricher, etc.
En 1503, à Lyon, il rend hommage à Louis XII pour la seigneurie, les terres et le château de Rigney, terre mouvante du roi.
En 1507, l'empereur Maximilien Ier, « conscient de son courage et de sa prudence », nomme Claude capitaine de cent cavaliers, qui composaient les quatre cents recrutés (par lui-même pour l'empereur) dans le comté de Bourgogne.
Le 26 juin 1513, l'Empereur nomma à Worms Claude de Vergy maréchal de Bourgogne, à la place de son père, « tant en considération des vertus, de la vaillance, et de l'expérience au fait de la guerre qui étaient en lui, que pour les grands et signalés services desquels ceux de la maison de Vergy lui avaient rendus  ».
En 1520, après la mort de son père, Guillaume IV, Claude envoya au duc de Savoie sa chaîne et son manteau de l'Ordre de l'Annonciade. L'année suivante, en son nom et en celui de son frère Guillaume, seigneur d'Autrey, Claude conclut une convention avec Marc de La Baume, comte de Montrevel, baron de Chateauvillain, Thil et Grandcey, et son épouse Anne de Chateauvillain, pour les terres et seigneuries de Chariez, Port-sur-Saône, Pusey et Pusy, promettant de payer la somme de 9 000 francs.
En 1523, Claude confirme l'accord perpétuel conclu par son père avec les seigneurs de Fribourg, en promettant d'en remplir exactement toutes les clauses.
Il conclut alors un accord de partage des domaines familiaux avec son frère Guillaume, prenant pour lui les seigneuries de Champlitte et Fouvent, et un ensemble de propriétés vendues ou hypothéquées qui devaient être rachetées (Fretes, Pierrefitte, Savigny, Aichey, Percey- le-Grand, Montallot, Autel, Champlitte-la-Ville, Mons, Frasnoy, Margilley, Neuville, et autres). Il reçut également un sixième des salines de Salins, dit « le partage Vignory », la seigneurie de Montricher dans le pays de Vaud, le droit de rachat de la seigneurie de Morey, qui était aux mains des messieurs Tallemey et de Flaigey, pour la somme de 13 000 francs. L'accord est signé à Champlitte le 15 août 1525, en présence de Gérard de Vienne, baron d'Antigny, du baron Claude de Ray, seigneur souverain de Vieluillers, et de Gérard Varnerot, seigneur de Mornay, bailli de Champlitte.
Un mois plus tard, Claude rédigea un testament selon lequel Champlitte et le sixième des mines de sel de Salins qu'il possédait, devaient passer à sa progéniture mâle, et s'il n'y en avait pas au moment de son décès, à son frère Guillaume et à ses descendants mâles. C'est ce qui arriva en 1560, et François de Vergy hérita de son oncle.
L'empereur Charles Quint, par une charte donnée le 1er juin 1537 à Valladolid, nomme Claude de Vergy comme son gouverneur dans le comté de Bourgogne et lui accorde une pension annuelle de mille francs,.
Par une charte donnée à Spire le 15 juin 1544, l'empereur ordonna à Claude de mobiliser toute la noblesse et les détenteurs des fiefs et arrière fiefs de Franche-Comté et de se préparer à défendre la province en cas d'invasion ennemie. La même année, il lui est demandé d'intervenir et de faciliter la transmission de l'héritage de René de Chalon, notamment des biens qu'ils possédait en comté de Bourgogne, à son jeune héritier Guillaume Ier d'Orange-Nassau,.
En 1546, au chapitre d'Utrecht, il fut fait chevalier de l'Ordre de la Toison d'or.
En 1555, Claude de Vergy envoie, au nom de l'empereur, Guion Mouchet, seigneur de Château-Rolland et Chevigney, échanson impérial, ambassadeur et procureur spécial, à la prochaine diète d'Empire de Bade pour renouveler et prolonger l'accord de neutralité conclu trois ans plus tôt à Coucy entre le comté de Bourgogne et la Ligue de tous les cantons de la Haute-Allemagne. Par une charte donnée à Bruxelles le 25 février 1556, le roi Philippe II, en reconnaissance des services de Claude, lui accorda une pension de 1 500 francs par an.
En 1557, Henri II libère Claude du service ou de la participation au ban et de l'arrière ban pour les fiefs qu'il détenait dans plusieurs bailliages du royaume de France.
La même année, il vendit la seigneurie de Montricher à Henri de Coravay, seigneur de Saint-Martin, et tout ce qu'il possédait à Neuville à Hugues Marmier, seigneur de Gastel, Longwy et Moissey.
Claude de Vergy décède à l'âge de 75 ans le 9 janvier 1560 et est inhumé dans la collégiale de Champlitte,.

## Famille

Armes d'alliance de Claude de VERGY & Philiberte de VIENNE

Claude épouse en premières noces, (mariage avec autorisation de l'église le 30 août 1501  ) : Hélène de Gruyère (décédée en 1522), fille du comte Louis de Gruyère et de Claude de Seyssel. Elle hérita du comté de Gruyère après la mort de son frère François de Gruyère, et l'empereur Maximilien Ier lui accorda, ainsi qu'à son mari, l'investiture en juillet 1500,. Claude reçut alors de Jean, le dit comte de Gruyère, la baronnie d'Aubonne contre une rançon de 18 000 florins en pièce de Lausanne, pesant 12 sols le florin. De ce mariage, il n'eut aucun enfant.
Il épouse en secondes noces (1523) : Philiberte de Vienne (1510–?), fille de Gérard de Vienne, baron d'Antigny et Saint-Aubin, et de Bénine de Denteville, dames de Ruffey et Commarien. Elle apporta 18 000 livres en dot.
- Antoinette de Vergy, Dame de Fouvent. Épouse en premières noces Henri de Pontaillier, seigneur de Flaigey et Port-sur-Saône. L'une des filles issues de ce mariage, Claudine de Pontaillier, épousa François de Vergy, comte de Champlitte. Elle épouse en secondes noces Jean de Choiseul, Baron de Lanques et La Ferté-sur-Amance. La seigneurie de Fouvent fut transmise plus tard aux descendants de son second mariage.